# Habrophlebia lauta
Habrophlebia lauta is een haft uit de familie Leptophlebiidae. De wetenschappelijke naam van de soort is voor het eerst geldig gepubliceerd in 1884 door McLachlan.
De soort komt voor in het Palearctisch gebied.